# 안양남초등학교
안양남초등학교는 대한민국 경기도 안양시 동안구에 있는 공립 초등학교이다.

## 학교 연혁
- 1946.03.15 흥안공립국민학교 개교 (안양읍 이동리 546)
- 1957.12.07 신축 교사로 이전 (안양읍 이동리 746)
- 1970.12.07 안양남국민학교로 개칭
- 1981.03.01 호계국민학교 설립으로 8학급 분리
- 1983.03.01 호성국민학교 설립으로 9학급 분리
- 1984.09.01 백운국민학교 설립으로 12학급 분리
- 1987.09.01 인덕원국민학교 설립으로 9학급 분리
- 1996.03.01 안양남초등학교로 개칭
- 2021.01.08 제72회 졸업(127명, 총 11,242명)
- 2021.02.18 다목적 체육관(누리관) 개관
- 2021.03.01 25학급 편성(일반 24, 특수 1)